# FWU AG
Die FWU AG ist ein international agierender Finanzdienstleistungskonzern. Die Hauptgeschäftsfelder der FWU AG sind Fondsgebundene Lebensversicherungen und weitere Finanzdienstleistungen. Im Sommer 2024 meldet das Unternehmen Insolvenz an.

## Geschichte
Im Jahr 1983 erfolgte die Gründung des Unternehmens. Dieses Beratungsunternehmen gilt als Wurzel der späteren „Forschungsgesellschaft für Wettbewerbs- und Unternehmensorganisation“ (FWU). Aus dem ursprünglichen Beratungsunternehmen entstand durch Änderung des Geschäftsmodells die FWU Finanz- und Wirtschaftsberatung GmbH, die sich später zur FWU AG weiterentwickelte. Die Aktivitäten von FWU blieben nicht alleine auf Deutschland beschränkt. Im Jahr 1994 brachte das Unternehmen auch in Luxemburg fondsgebundene Lebensversicherungen zur Marktreife. Die heutige FWU-Tochtergesellschaft FWU Life Austria (ehemals Skandia Austria) war die erste Versicherungsgesellschaft, die ein fondsgebundenes Produkt in Österreich (ebenfalls 1994) und Frankreich (1997) vertrieb. 1999 erwarb die FWU AG Anteile der luxemburgische Versicherungsgesellschaft Atlanticlux Lebensversicherung S.A. (jetzt FWU Life Lux) und gründete parallel die FWU Invest.
2003 erfolgte ein Wechsel zur Nutzung einer quantitativen Technologie für Anlageentscheidungen. Ebenfalls ein Novum war das erste Takaful-Produkt von FWU, das komplett mit dem islamischen Recht der Scharia vereinbar ist. 2005 konnte die FWU die weltweite Präsenz weiter ausbauen. Im Fokus standen die Vereinigten Arabischen Emirate, Saudi-Arabien und Kuwait. Die Expansion auf den italienischen Markt erfolgte 2006.
2014 führte das Unternehmen als Teil eines starken Partnernetzwerks seine Garantiefonds-Produkte nun auch auf dem spanischen Markt ein. 2015 wurde die FWU alleinige Aktionärin der Atlanticlux Lebensversicherung S.A. und nannte diese 2016 in FWU Life Lux um. Dies sorgte für die Übernahme von zahlreichen Portfolios und einen Zuwachs an Mitarbeitern, Kunden und Vermögenswerten. Auch durch die Übernahme der früheren Skandia Austria (jetzt FWU Life Austria) ist 2015 der Kundenstamm der FWU um 65.000 gewachsen.
Die Familie Dirrheimer ist im Jahr 2023 weiterhin Mehrheitsaktionär der Holding FWU AG, die Swiss Re Europe S.A. hält als Minderheitsaktionär ein Aktienpaket von 5 %.
Am 19. Juli 2024 meldete die Muttergesellschaft der Gruppe Insolvenz an. Kurze Zeit später folgte die in Luxemburg ansässige Lebensversicherungstochter, bei der nicht mehr ausreichend Eigenmittel aufgrund der finanziellen Belastung aus Beitragserhalt-Garantien für Altverträge verfügbar waren. Das Commissariat aux Assurances als zuständige Luxemburger Aufsichtsbehörde verhängte daraufhin ein Moratorium bezüglich der Auszahlung von Kundengeldern.

## Geschäftstätigkeit
Die FWU AG ist weltweit aktiv. Ein Schwerpunkt der Geschäftstätigkeit ist der Vertrieb von Lebensversicherungen in Belgien, Frankreich, Italien, Spanien und Österreich. Daneben bietet die FWU AG auch Scharia-konforme Lebensversicherungen in den Vereinigten Arabischen Emiraten und Pakistan an, die über eigenständige, lokale Versicherungsgesellschaften vertrieben werden. 